# چک یک میلیون تومانی
چک یک میلیون تومانی فیلمی به کارگردانی هنریک استپانیان و نویسندگی هنریک استپانیان، سالار عشقی ساختهٔ سال ۱۳۳۸ است.

## بازیگران
- مهین دیهیم
- غلامحسین بهمنیار
- فخری مرادی
- نرگس
- اصغر تیموری
- دادگر
- رویا
- محمد بختیاری